# Luigi Chinaglia
Luigi Chinaglia est un homme politique né le 28 juin 1841 à Montagnana et mort le 21 juillet 1906 dans la même ville.

## Biographie
Il est président de la chambre des députés du royaume d'Italie entre 30 mai 1899 et le 30 juin 1899.
Il était également sénateur.

## Source
- (it) Cet article est partiellement ou en totalité issu de l’article de Wikipédia en italien intitulé « Luigi Chinaglia » (voir la liste des auteurs).